# Grevillea williamsoni
Grevillea williamsoni är en tvåhjärtbladig växtart som beskrevs av F. Müll.. Grevillea williamsoni ingår i släktet Grevillea och familjen Proteaceae. Inga underarter finns listade i Catalogue of Life.